# Viridophara tschitralica
Viridophara tschitralica är en insektsart som först beskrevs av Dlabola 1961.  Viridophara tschitralica ingår i släktet Viridophara och familjen Dictyopharidae. Inga underarter finns listade i Catalogue of Life.